# Xã Jackson, Quận Will, Illinois
Xã Jackson (tiếng Anh: Jackson Township) là một xã thuộc quận Will, tiểu bang Illinois, Hoa Kỳ. Năm 2010, dân số của xã này là 4.100 người.